# 垣内繁福
垣内 繁福（かきうち しげ？）は江戸時代中期の豪商。紀伊国有田郡栖原村垣内太郎兵衛家第6代。安房国での漁業を再興し、江戸茅場町に干鰯問屋栖原三九郎店を開いた。

## 生涯
延宝6年（1678年）紀伊国栖原垣内家第5代垣内重信の長男として生まれた。初め七之丞と称し、後に太郎兵衛（弥太郎兵衛）と改めた。幼くして叔父垣内常信に就いて交易を学び、その夫人が家事を使用人に任せず自ら行う姿勢にも影響を受けた。
父重信が多額の負債を抱えると、実家に戻り、先祖が行っていたという安房国での漁業を再興することを申し出、18歳で弟垣内嘉広と安房国長狭郡塩見村に赴き、漁師を指揮し、度々病に罹りながらも事業を拡大した。天津村・内浦村・浜荻村で幕府への漁税脱税が横行していたため、漁民と協議して税額を点検し、幕府に自ら監督することを申し出た。常陸国那珂湊・下総国飯岡浦でも許可を得て漁業を行い、常陸・下総では鰯網を垣内網と呼ぶようになった。
元禄16年（1703年）11月22日元禄地震の津波により家屋・船舶・金銭・衣服を失ったが、泥の中から加州清光の刀と漁船の旗を探し当て、池田北谷清水成就院に赴いて杉材を買い付け、数倍の利益を上げた。なお震災時、家来四位六右衛門に金20両を両親の下へ運ばせていたが、浦賀で津波の報を聞きて引き返してきたため、これを叱責してすぐに届けさせたという。
享保4年（1719年）3月江戸茅場町に干鰯問屋を開いて栖原三九郎と号し、「又」字の紋を用い、竜五と呼ばれた。子垣内重恕に家業を譲ると、借金を作った父の二の舞にならないよう、弟嘉広に後見を頼み、自らは隠居して謡曲を楽しんだ。
享保3年（1718年）9月徳川宗直が水上儀左衛門・山田伝兵衛等と栖原村・田村山中に出猟した際、峰坊麓で出迎え、屋敷で夕食を提供した。享保5年（1720年）10月山田伝兵衛等と再び栖原山に出猟した際、賽神山麓で出迎え、自邸で酒肴を提供した。同年10月山田伝兵衛等と熊野に旅行した際、宮原新町で出迎えた。享保6年（1721年）2月13日間宮一八等と海鹿島へ旅行した際、享保7年（1722年）間宮一八等と栖原村北山に出猟した際にも宿を提供した。その後は江戸に常住したが、藩主が出入りの際は城北八間屋たいの瀬まで、領内巡視の際には糸我村か吉川村まで子弟を送迎させた。
享保20年（1735年）4月26日病気により深川蛤町の寓居で死去し、築地真光寺に葬られた。僧により了玄の諡号を与えられ、寛保元年（1741年）6月妻妙誓・子重恕により施無畏寺に伊藤蘭嵎撰の墓碑が建てられた。

## 文化財
船越鉈切神社鰐口
千葉県館山市浜田船越鉈切神社所蔵。上部に「奉寄進船越大明神御宝前鰐口」、右側に「紀州栖原村 垣内太郎兵衛 同網中 同所前田六右エ門 同網中 同所 芦田佐平治 同網中」、左側に「元禄十丁乙五月吉日 願主 別当高性寺住俊誉」、裏面に「江戸神田かじ丁鋳物師中村喜□清作」と刻まれる。昭和45年（1970年）8月26日市指定有形文化財。

## 親族
- 父：垣内重信（第5代太郎兵衛、了閑）
- 母：妙順 - 芦内三郎左衛門娘[9]。男子5人・女子7人を儲け、その内男子1人、女子3人が夭折した[10]。
  - 弟：垣内東皐（全庵） - 中津藩儒医[11]。
  - 弟：垣内閑斎（嘉広） - 家業を補佐した[12]。
  - 弟：垣内恂斎（敦義） - 医者[13]。
  - 姉妹：妙貞 - 谷輪久兵衛妻[14]。
  - 姉妹：妙慎 - 橋本次右衛門妻[14]。
  - 姉妹：妙教 - 垣内富景（太七郎、了慶）妻[14]。
  - 姉妹：妙園 - 北畠仁右衛門妻[14]。
- 妻：妙誓 - 北畠佐次右衛門娘[9]。
  - 長男 - 夭折[15]。
  - 次男 - 夭折[15]。
  - 三男：垣内重恕（第7代太郎兵衛、了順）
  - 四男：善蔵[3]
  - 五男：垣内繁安（第8代太郎兵衛、義同）
  - 長女：須賀 - 堂茂右衛門妻[14]。
  - 次女：妙蓮 - 久保忠助妻[14]。